# Pendule Capucine
 (avril 2024).
La pendule Capucine était  une pendule fabriquée artisanalement entre environ 1750 et 1850 de façon prédominante en Franche-Comté dans le Jura, mais au début également dans d’autres régions françaises.
Ces pendules sont aussi parfois connues sous les appellations : « lanterne d’écurie » à cause leur forme ou « foncine » d’après les villages de Foncine-le-Haut et Foncine-le-Bas autour de Morbier, également berceau des horloges comtoises,.
Aujourd’hui, comme à l’époque, la Capucine est très appréciée du fait de sa qualité de fabrication et de son élégance.
L’origine de sa forme était de façon évidente celle des pendules-lanternes du XVIIe siècle ;  
Il n’existe pas d’information contemporaine sur l’origine de l’appellation « Capucine » pour ces horloges ;
Il est estimé qu'à l’époque l’expression « à la Capucine » qui faisait référence à la sobriété de l’habillement des moines Capucins fut appliquée à cette horloge en raison de la sobriété de son apparence : laiton poli, qui contrastait avec les pendules de voyage luxueuses et dorées contemporaines appelées « pendules d’officier ».
Il existe très peu de documentation publiée, aucun livre dédié, sur ce type d'horloge ce qui explique les fréquentes confusions entre pendule Capucine, pendule d'officier et pendulette de voyage.
Les Capucines étaient rarement signées par leur constructeur ; le cadran comportait parfois un nom et celui d'une localité qui étaient le plus souvent ceux du revendeur.
La pendule Capucine a été aussi quelquefois considérée comme pendule ou pré-pendule de voyage, bien qu'un peu encombrante pour cela. Elle pouvait être transportée dans un étui en cuir, son poids (2,5 kg) et son encombrement (30 × 12 × 10 cm) , ainsi que la nécessite de démonter le balancier pendant le transport devaient être fastidieux. La plupart des Capucines ont dû être transportées le plus souvent à l'intérieur de la maison. 
Elle fut aussi l’ancêtre de la pendulette de voyage qui apparut en 1830 sous l’impulsion de Paul Garnier et dura jusqu’en 1960.

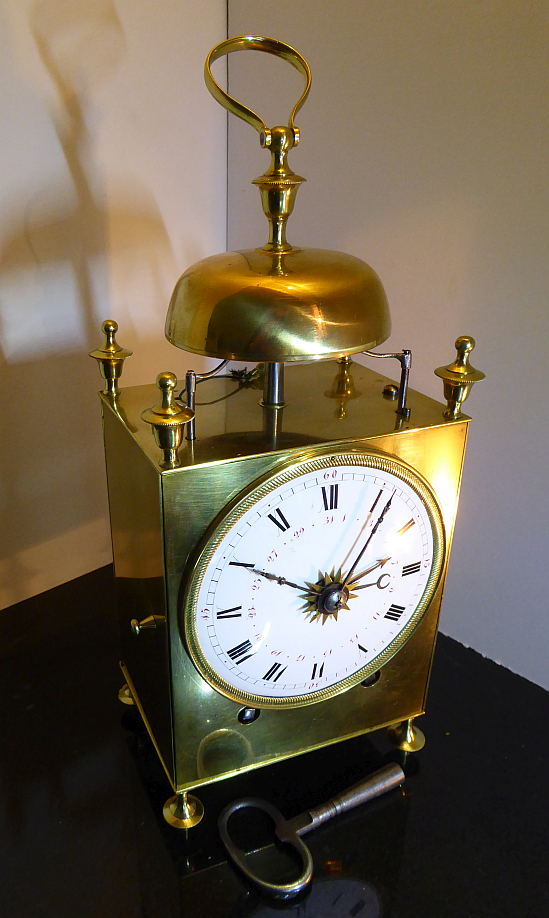
Pendule Capucine 1810 -

## Caractéristiques
Son mécanisme était à mi-chemin entre le mouvement classique dit « de Paris » et la pendule Comtoise pour sa sonnerie. 
La Capucine possède deux mécanismes, le premier pour le mouvement et le second pour la sonnerie, situés côte à côte entre deux platines en laiton formant la structure de la pendule. L'entraînement est effectué par deux ressorts ; 
La régulation est assurée le plus souvent par un échappement à ancre et un court balancier (13 cm) à fil de soie qui devait être démonté pendant le transport. Au début de la période de production, un échappement à verge était parfois installé ; de même, en fin de la période, le pendule fut souvent remplacé par un balancier spiral qui pouvait donc continuer à fonctionner pendant le transport. La plupart des horloges suisses et des horloges de l'Est de la France sont caractérisées par le fait que le dispositif de sonnerie se trouvait sur la platine de la Capucine, tandis que sur les horloges parisiennes il se trouvait entre le mouvement et le cadran.
Les caractéristiques standard de la Capucine sont : .
- Trois portes : sur les côtés et à l'arrière ; des pieds et bobines d’angle tournées et une bobine sur le support de la cloche argentée.
- Mouvements en général d’une durée de huit jours.
- Cadran en émail avec chiffres romains pour les heures, et chiffres arabes pour les indications des quarts.(sur les premières horloges de l'époque Louis XVI, on trouve des chiffres romains et un marquage des cinq minutes).
- La pendule sonne sur l’heure, le nombre complet d'heures, puis elle répète les heures après environ deux minutes, ce qui permet de compter les coups ; elle sonne les demi-heures une fois (sonnerie Morbier).
- Elle répète la dernière heure à la demande en appuyant sur un levier ; ce qui permet de déterminer l'heure dans l'obscurité.
- Elle est équipée d'une alarme ajustée par un pointeur en acier et activée en armant un ressort en tirant un cordon.
- Certaines pendules bénéficièrent de toutes sortes de complications : calendrier solaire ou lunaire, sonnerie des quarts, carillon, multiples cloches, etc. Les premières horloges étaient probablement fabriquées sur mesure et avaient des fonctions différentes, par exemple l'heure et le réveil seulement. La production jurassienne a standardisé le type et a exécuté la plupart des horloges avec sonnerie des demi-heures, répétition et alarme. Les besoins de la plupart des clients étaient ainsi satisfaits.

## Évolution
L’aspect de la Capucine évolua peu durant sa période de production : 
- au début (env. 1770) les pieds et bobines tournés étaient petits ; il n’y avait pas de lunette autour du cadran ; l’anse était en forme de boucle.
- puis (env. 1800)…  une lunette étroite apparut, devint plus large, haute et moulurée.
- puis (env. 1820), le cadran réduisît en diamètre ; et les pieds, les bobines s’agrandirent et l'anse devint aplatie.
- Après 1840, son aspect basé sur la pendule lanterne paraissait désormais archaïque et la production de la pendule cessa[8].

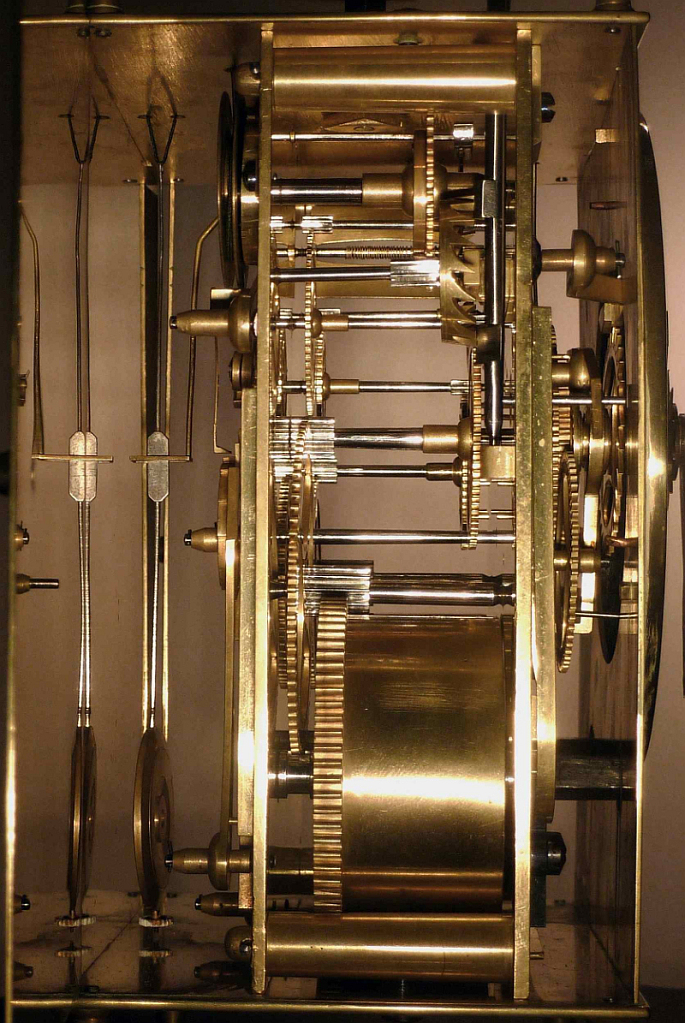
Face gauche.
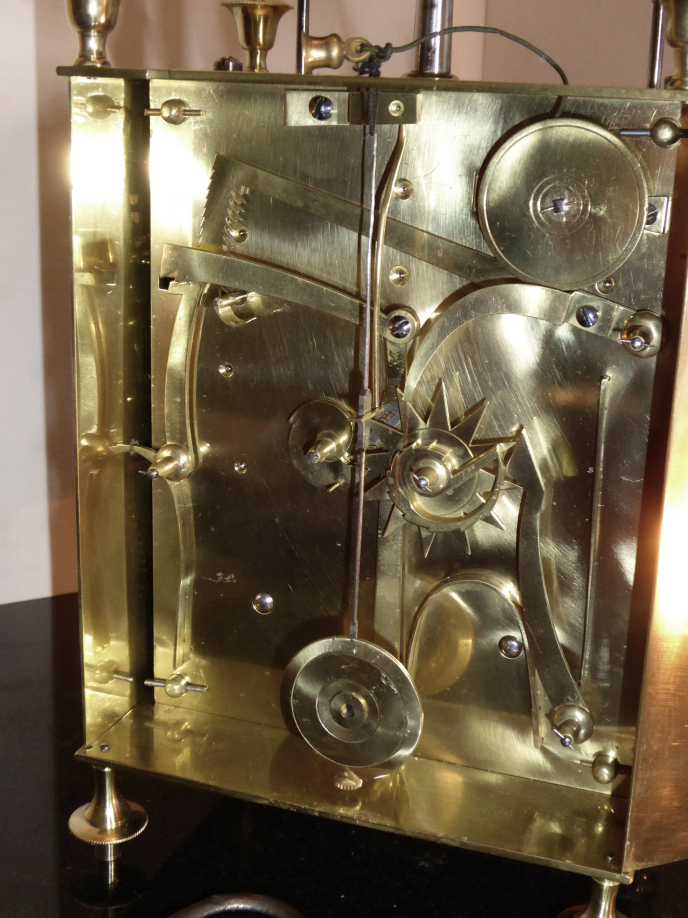
Face arrière.
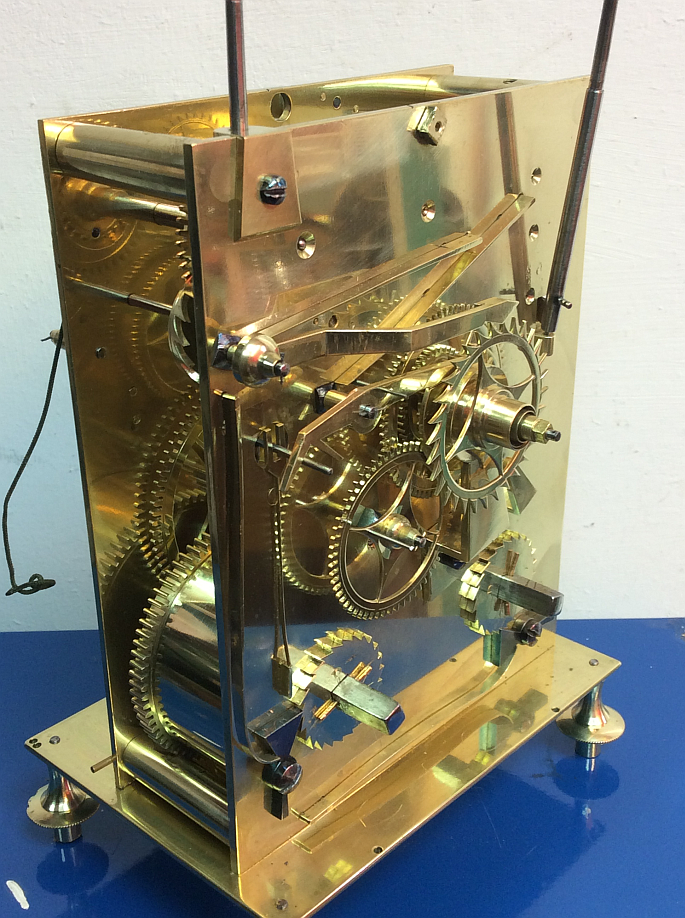
Platine avant gauche.
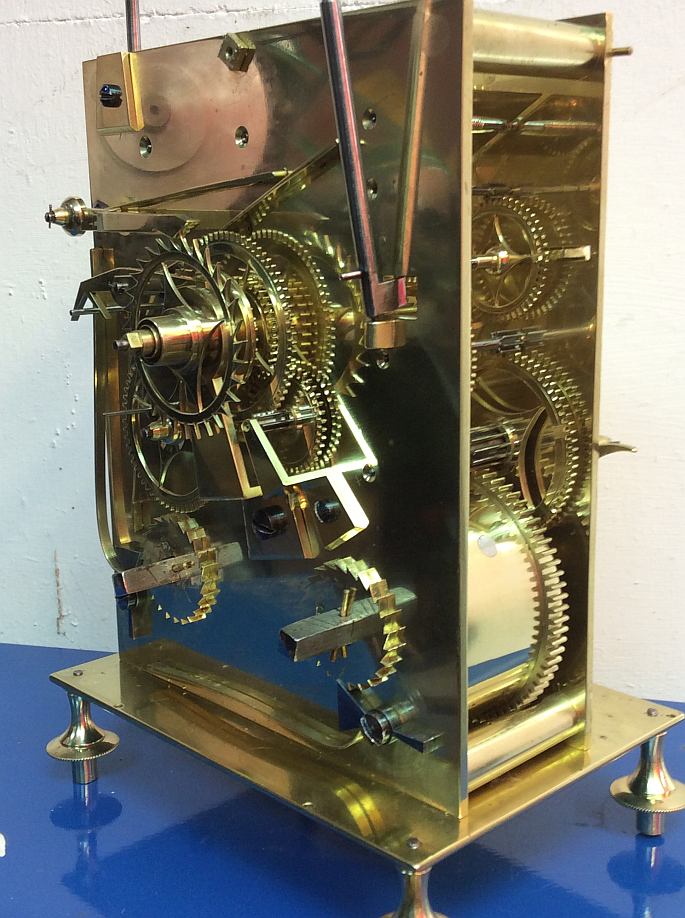
Platine avant droite.
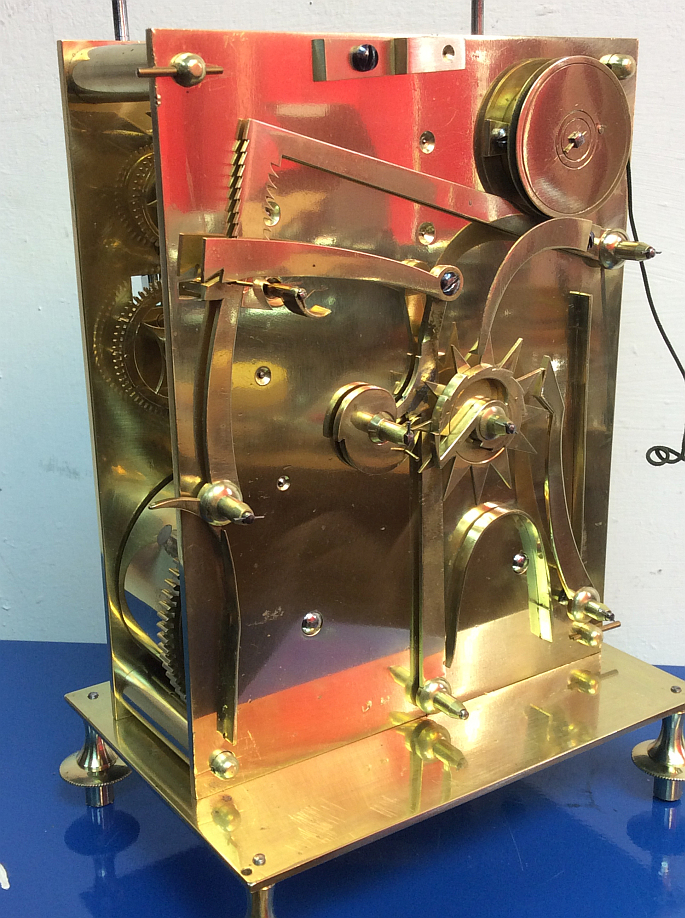
Platine arrière.